# Michael Smith (voetballer, 1988)
Michael Smith (Monkstown, 4 september 1988) is een Noord-Ierse voetballer die als verdediger speelt. Hij verruilde Peterborough United in juli 2017 voor Heart of Midlothian. Smith debuteerde in 2016 in het Noord-Iers voetbalelftal.

## Clubcarrière
Nadat hij in eigen land debuteerde bij Ballyclare Comrades en Ballymena United maakte hij in 2011 de overstap naar Bristol Rovers, een club uit de Engelse League Two. Na drie seizoenen, waarin hij steeds een vaste waarde was in de verdediging, ging hij een reeks hoger spelen bij Peterborough United. Ook daar was hij drie seizoenen lang een certitude achterin. Sinds 2017 speelt hij in de Schotse eersteklasser Heart of Midlothian.

## Interlandcarrière
Smith maakte op 28 maart 2016 zijn debuut in het Noord-Iers voetbalelftal, in een met 1–0 gewonnen oefeninterland tegen Slovenië. Enkele maanden selecteerde bondscoach Michael O'Neill hem niet voor het EK 2016. Smith maakte op 19 november 2019 zijn eerste interlanddoelpunt. Hij schoot Noord-Ierland toen op 0–1 in een met 6–1 verloren kwalificatiewedstrijd voor het EK 2020 in en tegen Duitsland.